# Osvaldo Gómez Aedo
Osvaldo Gómez Aedo (Concepción, Chile, 16 de diciembre de 1967) es un exfutbolista chileno. Jugaba como mediocampista.

## Trayectoria
Oriundo de Concepción, comenzó jugando al fútbol en su ciudad natal, enrolándose en las divisiones inferiores de Deportes Concepción. Sin espacio en el primer equipo lila, defendió las camisetas de Deportes Victoria (1989) y Malleco Unido (1990) y en la Tercera División. En 1991 fue contratado por Deportes Puerto Montt de la Primera B (por entonces Segunda División), por expresa petición del entrenador Óscar Zambrano. Esa temporada, fue destacado en el plantel que clasificó a la Liguilla de Promoción de dicha temporada, no logrando ascender a la primera división.
Tras una temporada en Unión Española en la Primera División, en 1993 regresa a Deportes Puerto Montt. Formó parte del plantel portomontino que logró el primer ascenso del equipo a la Primera división chilena. Luego de 3 temporadas con Los Delfines en la categoría de oro del fútbol chileno, juega su último partido como profesional el 17 de noviembre de 1999, en el empate a 2 goles ante Cobresal en el Estadio El Cobre de El Salvador.

## Clubes
| Club                  | País  | Año       |
| --------------------- | ----- | --------- |
| Deportes Victoria     | Chile | 1989      |
| Malleco Unido         | Chile | 1990      |
| Deportes Puerto Montt | Chile | 1991      |
| Unión Española        | Chile | 1992      |
| Deportes Puerto Montt | Chile | 1993-1999 |